# Elmínia blava
L'elmínia blava (Elminia longicauda) és una espècie d'ocell de la família dels estenostírids (Stenostiridae).

## Hàbitat i distribució
Habita boscos i sabanes del sud de Mauritània, sud de Mali, Senegal, Gàmbia, Guinea, Sierra Leone, Costa d'Ivori, Burkina Faso, sud de Níger, Ghana, Togo, Benín, Nigèria, Camerun, República Centreafricana, Guinea Equatorial, el Gabon, República del Congo, oest d'Angola, sud de Txad, sud del Sudan, sud-oest, nord i nord-est de la República Democràtica del Congo, Uganda, oest de Kenya i nord-oest de Tanzània.